# Morten Brørs
Morten Brørs (ur. 28 lipca 1973) – norweski biegacz narciarski, reprezentant klubu Steinkjer SK.

## Kariera
W Pucharze Świata zadebiutował 15 marca 1997 roku w Holmenkollen, zajmując 58. miejsce w biegu na 50 km stylem dowolnym. Pierwsze pucharowe punkty zdobył jednak 10 grudnia 1998 roku w Mediolanie, gdzie zajął 22. miejsce w sprincie stylem dowolnym. Na podium pierwszy raz stanął 29 grudnia 1999 roku w Kitzbühel, wygrywając rywalizację w sprincie stylem dowolnym. W zawodach tych wyprzedził dwóch rodaków: Håvarda Solbakkena oraz Håvarda Bjerkeli. W kolejnych startach jeszcze dwa razy uplasował się w czołowej trójce: 3 marca 2000 roku w Lahti był trzeci, a 4 lutego 2004 roku w Novym Měscie ponownie był najlepszy w sprincie stylem dowolnym. Najlepsze wyniki osiągnął w sezonie 1999/2000, kiedy zajął 11. miejsce w klasyfikacji generalnej, a w klasyfikacji sprintu zdobył Małą Kryształową Kulę, wyprzedzając Odd-Bjørna Hjelmeseta i Solbakkena.
Nigdy nie brał udziału w mistrzostwach świata ani igrzyskach olimpijskich.

## Osiągnięcia

### Puchar Świata

#### Miejsca w klasyfikacji generalnej
- sezon 1998/1999: 89.
- sezon 1999/2000: 11.
- sezon 2000/2001: 21.
- sezon 2001/2002: 39.
- sezon 2002/2003: 104.

#### Miejsca na podium
| Nr | Dzień      | Rok  | Miejscowość | Konkurencja            | Czas biegu | Strata | Pozycja | Zwycięzca      |
| -- | ---------- | ---- | ----------- | ---------------------- | ---------- | ------ | ------- | -------------- |
| 1. | 29 grudnia | 1999 | Kitzbühel   | Sprint stylem dowolnym | ?          | -      | 1.      | -              |
| 2. | 3 marca    | 2000 | Lahti       | Sprint stylem dowolnym | ?          | ?      | 3.      | Cristian Zorzi |
| 3. | 4 lutego   | 2004 | Nové Město  | Sprint stylem dowolnym | ?          | -      | 1.      | -              |